# Schoenocaulon plumosum
Schoenocaulon plumosum är en nysrotsväxtart som beskrevs av Dawn Frame. Schoenocaulon plumosum ingår i släktet Schoenocaulon och familjen nysrotsväxter. Inga underarter finns listade.